# Decio Carafa
Decio Carafa (Nápoles, 1556 - Nápoles, 23 de janeiro de 1626) foi um cardeal do século XVII

## Biografia
Nasceu em Nápoles em 1556. Do ramo Stadera da família. O mais velho dos cinco filhos de Ottavio Carafa, signore de Cerza Piccola, e Marzia Mormile, dos condes de Cerreto. Os outros irmãos eram Eligio (duque de Jelzi) e três outras crianças cujos nomes não são conhecidos. Seu primeiro nome também está listado como Dezio; e seu sobrenome como Caraffa. Outros cardeais da família foram Filippo Carafa (1378); Oliviero Carafa (1467); Gianvincenzo Carafa (1527); Carlo Carafa (1555); Diomede Carafa (1555); Alfonso Carafa (1557); Antonio Carafa (1568); Pier Luigi Carafa, sênior (1645); Carlo Carafa della Spina (1664); Fortunato Ilario Carafa della Spina (1686); Francesco Carafa della Spina di Traetto (1775) Marino Carafa do Belvedere (1801).; e Domenico Carafa della Spina di Traetto (1844).
Educado por seu tio, Mario Carafa, arcebispo de Nápoles..
Após a morte de seu tio em 1576, ele foi para Roma. Referendário dos Tribunais da Assinatura Apostólica. Notário e magistrado . Prelado doméstico. Colecionador geral no Reino de Portugal, de 16 de março de 1598 a 22 de dezembro de 1604..
Eleito arcebispo titular de Damasco, em 17 de maio de 1606. Consagrada, em 4 de junho de 1606, igreja de San Silvestro em Monte Cavallo, Roma, pelo cardeal Mariano Pierbenedetti, auxiliado por (desconhecido) e por Agostino Quinzio, OP, bispo de Massa Lubrense. Núncio na Flandres, 12 de junho de 1606 até 12 de maio de 1607. Núncio na Espanha, 22 de maio de 1607 até 27 de outubro de 1611..
Criado cardeal sacerdote no consistório de 17 de agosto de 1611; recebeu o chapéu vermelho em 7 de abril de 1612; e o título de S. Lorenzo em Panisperna em 7 de maio de 1612. Optou pelo título de Ss. Giovanni e Paolo, 18 de junho de 1612. Transferido para a sede de Nápoles, em 7 de janeiro de 1613. Celebrou os sínodos diocesanos em 1619, 1622 e 1623. Participou do conclave de 1621, que elegeu o Papa Gregório XV. Participou do conclave de 1623, que elegeu o Papa Urbano VIII..
Morreu em Nápoles em 23 de janeiro de 1626. Enterrado no túmulo que ele havia construído no meio do antigo coro da catedral metropolitana de Nápoles. Ele havia transferido as cinzas do arcebispo Mario Carafa para aquele túmulo..